# Baselga di Piné
Baselga di Piné (en allemand : Wasilig Pineid) est une commune italienne d'environ 5 000 habitants située dans la province autonome de Trente dans la région du Trentin-Haut-Adige dans le nord-est de l'Italie.

## Géographie

### Hameaux

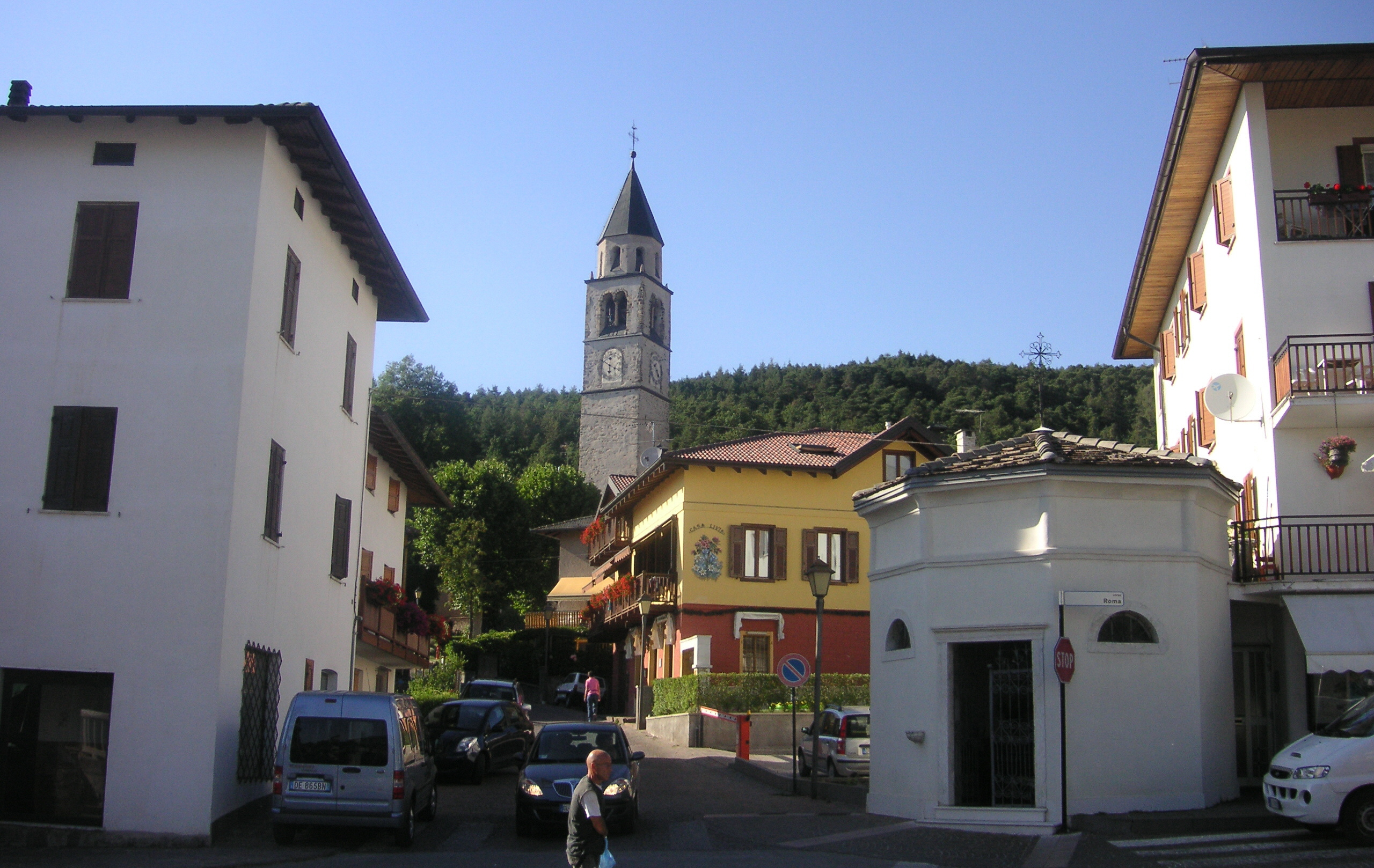
L'ancienne église de Baselga.

- Baselga : située à 960 mètres d'altitude, c'est le centre principal de la commune : l'hôtel de ville s'y trouve. La population de ce hameau s'élève à 954 personnes (au 31 décembre 2016). Le nom Baselga semble provenir de la basilique latine, selon le sens le plus ancien du mot, c'est-à-dire un lieu de rencontre et de discussion sur des questions d'intérêt public : cela montre clairement que Baselga a toujours été le cœur de la commune. Le lac de Serraia est situé sur son territoire. On peut noter l'ancienne église dédiée à Santa Maria Assunta[2].
- Miola est un hameau municipal de 1 180 habitants (au 31 décembre 2016) situé au pied du Monte Costalta. Le nom Miola dérive de Meola ou Medola, ce qui signifie moitié. En 1984, la construction d'un stade olympique sur glace, comprenant une piste de patinage de vitesse avec un développement linéaire total de 400 mètres commença. Le 16 août, on fête le saint patron du village, San Rocco, avec une fête traditionnelle au stade et une procession dans les rues de la ville. L'église paroissiale de la ville est dédiée à San Rocco. À Miola, se trouve également une patinoire couverte où sont joués des matchs de hockey sur glace et de curling. Il y a aussi le centre de jeunesse Piné[3].
- Tressilla est une fraction de 537 habitants (au 31 décembre 2016), parrainée par Sainte-Lucie, célébrée annuellement le 13 décembre. L'église de la ville lui est également dédiée. Le nom de Tressilla pourrait signifier entre les eaux du Silla (ruisseau qui coule dans la région) ou les trois branches du Silla[4].
- Rizzolaga : la population de ce hameau s'élève à 598 habitants (au 31 décembre 2016). Le nom de Rizzolaga (en dialecte Ciorlaga) remonte aux mots romains that et aga, signifiant prendre de l'eau. Ce nom est dû au fait que les pentes du Mont Ceramont dans la région de Rizzolaga ont de nombreuses sources d’eau. À Rizzolaga se dresse la petite église de Sant'Antonio da Padova.
- Campolongo fait partie de Rizzolaga, à l’égard duquel il est placé plus bas et à partir duquel il est divisé par la route provinciale. Campolongo abrite une plage située sur la rive sud du lac de Piazze et qui constitue une attraction touristique majeure en été[5].
- Sternigo : le village revendique la tradition unique des caradori, qui, en dialecte local, désigne ceux qui, dans l’antiquité, transportaient des marchandises sur des wagons, assurant ainsi des liaisons commerciales même entre régions très éloignées les unes des autres. À Sternigo se dresse la petite église de Santa Giuliana, patronne du hameau, célébrée le 15 février[6].
- Vigo-Ferrari : le nom de Vigo vient de Vicus, qui signifie village ou ferme. L'emblème de la ville est la petite église de San Giuseppe, construite dans les années 1 600[7].
- Ricaldo : le nom de Ricaldo signifie rio Caldo et fait probablement référence à une source d'eau minérale qui, parmi beaucoup d'eau, coule des rochers du Monte Roggia. Aujourd'hui, le nom du hameau n'est plus qu'une indication géographique, étant donné que le hameau est désormais pratiquement indissociable de Baselga et de Sternigo, compte tenu des nombreuses maisons qui ont uni ces trois dernières années les trois zones habitées[8].
- Faida : le nom semble provenir du latin fagum, ou hêtre, une plante particulièrement abondante dans les bois qui entourent la ville. Dans le hameau se trouve une petite église dédiée à la Trinité[9].

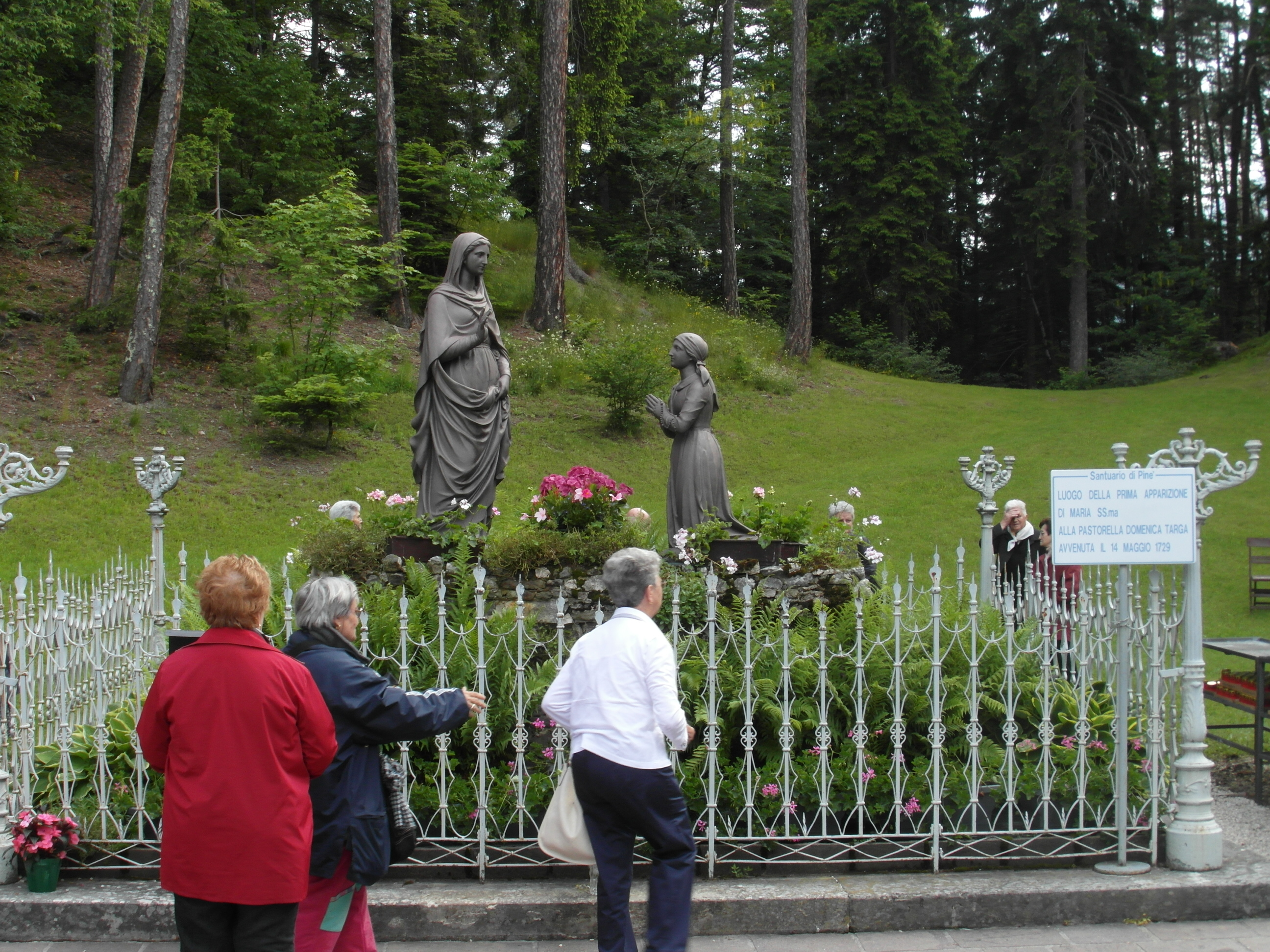
Lieu d'apparition de la Vierge.

- Montagnaga est un lieu de pèlerinage grâce à la petite cathédrale de la Comparsa, l'église de Sant'Anna où, au 18e siècle, la Vierge à la bergère, Domenica Targa, apparaîtrait 5 fois. La Madone serait apparue deux fois devant la bergère le même jour, le 26 mai. Pour cette raison, cette date est un jour de fête pour tout le plateau : tous les 26 mai, une procession de croyants commence à Baselga et arrive à pied au sanctuaire, sur environ 3 km[10].
- San Mauro est le plus petit hameau de toute la commune. Son histoire se confond avec celle de sa petite église (la plus ancienne de la commune), dédiée à San Mauro. La colline sur laquelle se trouve l'édifice devait avoir une grande importance dans l'Antiquité, comme semble le suggérer la découverte de tombes et de pièces de monnaie romaines[11].

## Sport
- Patinoire de Baselga di Piné, prévue pour les Jeux olympiques d’hiver de 2026.

## Administration
| Période                                  | Période | Identité | Étiquette | Qualité |
| ---------------------------------------- | ------- | -------- | --------- | ------- |
|                                          |         |          |           |         |
| Les données manquantes sont à compléter. |         |          |           |         |

### Communes limitrophes
Les communes limitrophes sont  Bedollo, Fornace, Lona-Lases, Palù del Fersina, Pergine Valsugana, Sant'Orsola Terme, Segonzano, Telve et Valfloriana.